# Lolo Zouaï
Laureen Rebeha Zouaï (arabisk: لورين رابحة زواي; født 5. marts 1995), bedre kendt som Lolo Zouaï (arabisk: لولو زواي), er en fransk-algerisk-amerikansk R&B- og popmusiker. Zouaï udgav hendes debutalbum, High Highs to Low Lows, i 2019. Pitchfork gav albummet en vurdering af 7,5 ud af 10. I april 2019 blev Zouaï præsenteret som "one to watch" af The Guardian.

## Diskografi

### Albummer
- High High to Low Lows (2019)
- High High to Low Lows (Deluxe) (2019)

### Ep'er
- Ocean Beach (2019)

### Singler
- Brooklyn Love (2018)
- Challenge (2018)
- For the Crowd (2018)
- IDR (2017)
- So Real (2017)